# 丁徳興
丁 徳興（てい とくこう、1327年 - 1367年）は、元末の軍人。定遠（現在の安徽省定遠県）の人。朱元璋に仕えて、彼の勢力拡大に貢献した。

## 生涯
濠で朱元璋に付き従った。朱元璋はその容貌を気に入り、『黒丁』と呼んだ。
洪山寨攻略に参加し、百騎で数千の軍を破り、多数の衆を降らせた。滁州、和州を攻略し、青山に拠る盗賊を破った。
至正15年（1355年）6月、渡江して采石、太平を攻略した。分兵して溧水、溧陽を攻略し、全て先頭に立って戦った。
至正16年（1356年）2月、蛮子海牙の水寨を破り、方山の敵営で陳兆先を破った。3月、集慶で陳兆先を捕らえ、鎮江を攻略し、管軍総管に進んだ。金壇、広徳、寧国を攻略した。
至正17年（1357年）3月、常州攻略に参加し、左翼元帥に進んだ。寧国で反乱が起こり、胡大海に従ってこれを鎮圧した。6月に江陰、7月に徽州、石埭、10月に池州、樅陽を攻略した。江州、安慶を攻めて、全てに勝利した。
至正18年（1358年）8月、江陰の救援に向かい、江西付近の州県を攻略した。趙普勝が攻めてきたが、その攻撃をおさえた。10月、徐達、邵栄と共に宜興を攻めた。朱元璋は使者を遣わし 「宜興城の西は太湖口に通じている。張士誠軍はこの道が重要であり、それを断てば必ず勝てる」と伝えた。徐達は丁徳興を派遣し、太湖口を抑えた。その間に徐達と邵栄は宜興城を急攻し、城を落とした。この功により、鳳翔衛指揮使となった。朱元璋は「攻めて勝てなかったことはない。戦えば必ず勝つ虎将である」と褒め称えた。
至正20年（1360年）5月、陳友諒が龍江に侵攻した。丁徳興は石灰山で力戦し、勝利した。
至正21年（1361年）8月、安慶を回復し、12月、九江を攻略した。
至正23年（1363年）3月、安豊の救援に向かい、呂珍を破り、左君弼を敗走させた。7月、鄱陽湖の戦いに参加した。
至正24年（1364年）2月、武昌を攻略した。7月、廬州を攻略した。12月、湖南、衡州の諸郡を攻略した。
至正25年（1365年）10月、徐達に従い、淮東を攻略した。
至正26年（1366年）4月、浙西を攻めた。張士誠軍を旧館で破った。11月、湖州を攻略し、平江を囲んだ。その最中に亡くなった。都指揮使を贈られた。
洪武元年（1368年）、済国公を追封され、功臣廟に祀られた。